# Edet (varumärke)
Edet är ett varumärke för mjukpapper såsom toalett- och hushållspapper samt pappersnäsdukar. Edet ägs av Essity och huvuddelen av papper med detta varumärke tillverkas vid Lilla Edets pappersbruk  i Lilla Edet. 